# Grupo Luís Simões
A Luís Simões (LS) é uma empresa de transporte e logística portuguesa com sede na povoação Moninhos da freguesia de Loures e opera fundamentalmente na Península Ibérica. Legalmente constituída como sociedade em 1968, a história da Luís Simões inicia-se nos anos 30, quando o fundador Fernando Luís Simões começa transportar de carroça mercadorias entre Lisboa e Malveira. O grupo é propriedade da família Luís Simões. Atual presidente do grupo é José Luís Simões.

## Áreas de negócios
Transporte e logística representam 90% do volume de negócios do grupo. A empresa, que detém a liderança ibérica nos fluxos de transporte entre Espanha e Portugal, conta com uma rede de 16 centros de operações logísticas na Península Ibérica, 9 centros de operações de transporte, 10 plataformas regionais e 5 centros de assistência técnica.[carece de fontes?]
O grupo trabalha também nas áreas de seguros, equipamentos e serviços de apoio à indústria de transportes e gestão imobiliária que representam cerca de 10% do volume de negócios de empresa.
Cerca de 60% do volume de negócios pertence a actividade em redor do transporte da Luís Simões. A actividade logística representa cerca de 30% do volume de negócios e 10% as actividades complementares.
A Transportes Luís Simões (TLS) é a alicerce da construção da Luís Simões. A TLS obteve o Certificado da Qualidade em 1995, tendo renovado em 2001 pela APCER, em 2003 fez a transição para a nova Norma ISO 9001:2000. Esta empresa detém a Lusiseg, uma empresa de mediação de seguros, gestão de carteiras e sinistros, fundada em 1989.
A Transportes Reunidos (TR) tem como actividade o transporte internacional rodoviário de mercadorias e colabora também com as outras empresas da LS. Em 2010 o grupo fundiu estas empresas na Luís Simões Logística Integrada.
Reta, uma empresa de rent-a-cargo, foi fundada em 1991. A sua actividade é o aluguer e venda de semi-reboques. A Reta possui uma frota composta por semi-reboques dos seguintes tipos: lonas, isolées (furgões), frigoríficos e megas. As suas instalações são no Carregado e em Gaia. A Socar, fundada em 1989 e actualmente com instalações no Carregado, Gaia e Perafita, fornece equipamentos de transporte e serviços técnicos. O leque de serviços da Socar é: Montagem e venda de semi-reboques, venda de chassis, produção e venda de paletes, montagem e venda de caixas de carga, montagem e venda de taipais, serviços de reparação e manutenção, serviço de pneus e lavagens de veículos pesados, venda de materiais e acessórios diversos. Em 2010 o grupo fundiu estas empresas na Reta – Serviços Técnicos e Rent-a-Cargo.
A Imobiliária Solmoninhos (ISM), fundada em 2000, atua na comercialização e construção de moradias e gestão de património.